# Derocrepis carinata
Derocrepis carinata är en skalbaggsart som först beskrevs av Linell 1897.  Derocrepis carinata ingår i släktet Derocrepis och familjen bladbaggar. Inga underarter finns listade i Catalogue of Life.